# Juryzdyka (Litwa)
Juryzdyka (lit. Jurzdika) – opuszczona kolonia na Litwie, w rejonie wileńskim, 13 km na północ od Ławaryszek, 3 km na północ od Rubna.
We wsi znajduje się cmentarz, na którym spoczywa Jan Konrad Obst, który był ostatnim właścicielem majątku w Rubnie. Do 1957 na cmentarzu stała drewniana kaplica, którą po spaleniu się szkoły w Mościszkach przeniesiono tam i pełniła rolę nowego budynku szkolnego, a po odbudowie szkoły była świetlicą wiejską. Od 2002 ponownie pełni funkcję sakralną.

## Historia
W dwudziestoleciu międzywojennym leżała w Polsce, w województwie wileńskim, w powiecie wileńsko-trockim, w gminie Mickuny.
Po II wojnie światowej w granicach Związku Sowieckiego. Od 1991 na niepodległej Litwie.